# Kerk (instituut)
Met het woord kerk kan, naast de betekenis gebouw, ook de organisatie bedoeld worden: de leden zijn ingeschreven, deze leveren een (meestal vrijwillige) financiële bijdrage en participeren in de activiteiten zoals kerkdiensten. 
Vaak wordt er op een abstracter niveau van de kerk gesproken, de Kerk als instituut of als geloofsgemeenschap. Deze betekenis wordt bijvoorbeeld gebruikt als gesproken wordt over de scheiding van kerk en staat. In deze betekenis krijgt het woord kerk alleen een hoofdletter indien het woord gebruikt wordt als onderdeel van de naam van de kerk (dus als eigennaam). 
In de loop van de geschiedenis zijn er vele conflicten geweest die tot vele kerkgenootschappen (denominaties) hebben geleid.

## Etymologie
De oorsprong van het woord ‘kerk’ is het Griekse ‘Kyriakè’ (= ‘van de Heer’). In de Griekse tekst van het Nieuwe Testament wordt daarentegen als aanduiding van de groep of samenkomst van gelovigen het woord ‘Ekklèsia’ gebruikt.

## Kerk in de theologie
Het onderdeel van de theologie dat zich bezighoudt met de Kerk heet de ecclesiologie. Hier kent men begrippen als de ware en de onzichtbare Kerk. Het woord dat in de originele Griekse context van de Bijbel voor kerk gebruikt wordt is dan ook ecclesia, wat de apostel Paulus gebruikt voor "vergadering van gelovigen in Jezus Christus". Het woord ecclesia betekent dus het bijeenkomen (vergaderen) van mensen die Jezus Christus als Heer aannemen over hun leven. Hier wordt Kerk met een hoofdletter geschreven uit respect.
Met de geloofsbelijdenis van Nicea belijden christenen (zowel katholiek als protestant) wereldwijd dat de kerk één, heilig, katholiek en apostolisch is. Dit is een gave (van Christus) aan de kerk en tevens een roeping (om het steeds meer te worden).
Kerkvader Augustinus van Hippo zei van de kerk dat zij een gemengd lichaam is, want er zijn gelovigen en huichelaars.
Reformator Johannes Calvijn maakte onderscheid tussen de zichtbare en de onzichtbare kerk. Dat is een onderscheid, maar geen scheiding.

## Juridische status
In Nederland wordt in artikel 2 van Boek 2 van het Burgerlijk Wetboek bepaald dat "kerkgenootschappen alsmede hun zelfstandige onderdelen en lichamen waarin zij zijn verenigd", rechtspersoonlijkheid bezitten.  Bij de totstandkoming van dit Boek is nadrukkelijk vastgesteld dat het begrip 'kerkgenootschappen' meer omvat dan alleen christelijke en joodse geloofsgemeenschappen. Ook de in Nederland georganiseerde islamitische en boeddhistische genootschappen vallen er onder. In de praktijk zijn echter islamitische organisaties (onder meer moskeeorganisaties en de overkoepelende verbanden) en boeddhistische gemeenschappen in Nederland vrijwel allemaal als stichting of vereniging georganiseerd.
In de Handelsregisterwet 2007 is bepaald dat per 1 juli 2008 dergelijke kerken zich dienen in te schrijven in het handelsregister van ondernemingen en rechtspersonen; dit register wordt bijgehouden door de Kamers van Koophandel. Bij een zeer kleinschalige geloofsgemeenschap is rechtspersoonlijkheid niet altijd nodig.

## Protestanten
In de protestantse traditie wordt het nationale kerkverband meestal met de term kerk aangeduid. De plaatselijke geloofsgemeenschap heet dan gemeente. Een uitzondering hierop vormen kerkverbanden waarin de nadruk ligt op de zelfstandigheid van de plaatselijke gemeenten. In dat geval spreekt men plaatselijk van kerk en wordt het overkoepelend kerkverband aangeduid met kerken. De voormalige Gereformeerde Kerken in Nederland en de Gereformeerde Kerken vrijgemaakt zijn hier voorbeelden van. Er zijn ook gemeenten waar het belang van de plaatselijke zelfstandigheid ertoe heeft geleid dat de term kerk alleen wordt gebruikt om het gebouw aan te duiden. Een voorbeeld hiervoor zijn de Vrije Evangelische Gemeenten.

## Katholieken
Bij de katholieken wordt met het woord kerk meestal het hele kerkverband aangeduid. Een groep bisdommen binnen één land of één regio heet kerkprovincie en de plaatselijke geloofsgemeenschap heet parochie.

## Kerkgeschiedenis
Het woord "kerkgeschiedenis" bedoelt de geschiedenis te zijn van de kerken als geloofsgemeenschappen.

## Voetnoten
1. ↑  Zie bijvoorbeeld Mattheüs 18:17
2. ↑  Kerkgenootschap, stichting of verenlglng: De juridische structuur van islamitische organisaties in Nederland. www.verenigingrimo.nl. Gearchiveerd op 2022-11-16-.
3. ↑  Oprichting kerkgenootschap: hoe doe ik dat en waar moet ik op letten?. www.vankootenadvocaten.nl (23 december 2019). Gearchiveerd op 26 juni 2023.